# Mick Wallace
Mick Wallace, né le 9 novembre 1955 à Wexford, est un homme politique irlandais, membre des Indépendants pour le changement. Il est député européen de 2019 à 2024.
Il fait l'objet de controverses pour sa reprise des arguments de la propagande des régimes syrien et iranien, ainsi que celle de la Russie de Vladimir Poutine.

## Biographie
Mick Wallace naît le 9 novembre 1955 à Wexford, dans le sud-est de l'Irlande. Il devient promoteur immobilier.
Il est élu député européen lors des élections européennes de 2019. Il siège au sein du groupe de la Gauche au Parlement européen (GUE/NGL).
En 2007, il fonde le Wexford Football Club, avant d'y entraîner pendant trois ans. Il soutient fermement le club du Torino FC face à la Juventus de Turin, allant jusqu'à porter le maillot du club lors d'une séance au Parlement européen,.
Il est sanctionné par le Parlement européen en raison de son rôle d'observateur d'élections, notamment au Venezuela et en Équateur, qu'il a effectué de manière non officielle,.
Il est à nouveau candidat aux élections européennes du 9 juin 2024. Le 23 mai, il est estimé dans un sondage à 3 % des intentions de vote. Il termine finalement en sixième position et n'est pas réélu au Parlement européen.

## Controverses
Mick Wallace est connu pour ses positions favorables à Bachar el-Assad et à Vladimir Poutine qui, selon le député européen Barry Andrews (Fianna Fáil), sont une forme de remise en question des systèmes libéraux-démocrates. Il partage la propagande du régime syrien, niant notamment son implication dans les attaques chimiques et militant pour la levée des sanctions économiques à son encontre,. Il reprend alors une théorie conspirationniste défendue par Assad, selon laquelle les forces occidentales auraient organisé une fausse attaque chimique contre des civils.
En 2021, avec Clare Daly, il rend visite à la milice irakienne Hachd al-Chaabi, soutenue par l'Iran, qui opprime les homosexuels, en Irak et est accusé d'exactions, y compris intimidation de civils et attaques sectaires. Leur visite est utilisée par la propagande du groupe armé, et est critiquée par Malcolm Byrne.
La même année, Mike Wallace et Clare Daly se rendent deux fois en Lituanie pour apporter leur soutien à Algirdas Paleckis, un politicien condamné pour son activité d'espionnage pour la Russie. Ils organisent ensuite une campagne de soutien, avec Tatjana Ždanoka, une parlementaire lettonne accusée de collaborer avec le FSB russe depuis 2005.
En mars 2022, Mick Wallace vote contre une résolution du Parlement européen condamnant l'invasion russe de l'Ukraine et demandant le retrait des troupes russes. Dans une communication commune avec Clare Daly, il justifie ce vote en affirmant qu'une « grande partie de la résolution est importante et nécessaire » et que le texte « condamne à juste titre l'agression russe et appelle à un soutien humanitaire pour l'Ukraine et les réfugiés ukrainiens. », mais qu'il s'oppose en revanche à une grande partie de la résolution dont l’appel au renforcement de la coopération de défense européenne, de la présence militaire de l'OTAN et à l’augmentation des dépenses militaires. Les positions de Mick Wallace sur l'invasion de l'Ukraine, qu'il partage avec Clare Daly, ne font pas consensus au sein même de leur groupe et ils sont accusés par un député européen néerlandais de « faire écho aux arguments pro-Poutine ». Au total, seuls 13 députés européens ont voté contre la résolution, dont Mick Wallace, Clare Daly et Tatjana Ždanoka, qui votent à diverses reprises contre des résolutions sur le même sujet.
Mick Wallace critique les manifestations de 2022 en Iran et fustige leur traitement médiatique en Occident, qu'il qualifie de propagande. Il accuse les manifestants de commettre des « violences » et déclare : « L'Iran est attaqué. L'assaut médiatique est intense. La campagne de propagande et de déstabilisation rappelle l'opération de changement de régime syrien ». Il critique également l'ampleur de la répression : « il y a des manifestations pacifiques, de nombreux Iraniens sont injustement emprisonnés et devraient être libérés, et beaucoup trop de personnes ont été tuées par la répression agressive ». 
En mai 2024, une enquête du Parlement européen sur Tatjana Ždanoka est ouverte, la polémique gagne également Mick Wallace et Clare Daly, réputés proches d'elle, qui ont régulièrement participé à des événements avec la politicienne lettone et voté comme elle lors de plusieurs votes concernant la Russie.

## Vie privée
Mick Wallace et sa femme Patricia Wallace ont quatre enfants : Joseph Barry Wallace, Gráinne Wallace, Fionn Wallace et Sasha Wallace.
Le 28 juin 2024, son plus jeune fils, Joseph Barry Wallace, meurt des suites d'une brusque maladie à l'âge de 30 ans.